# Nornák

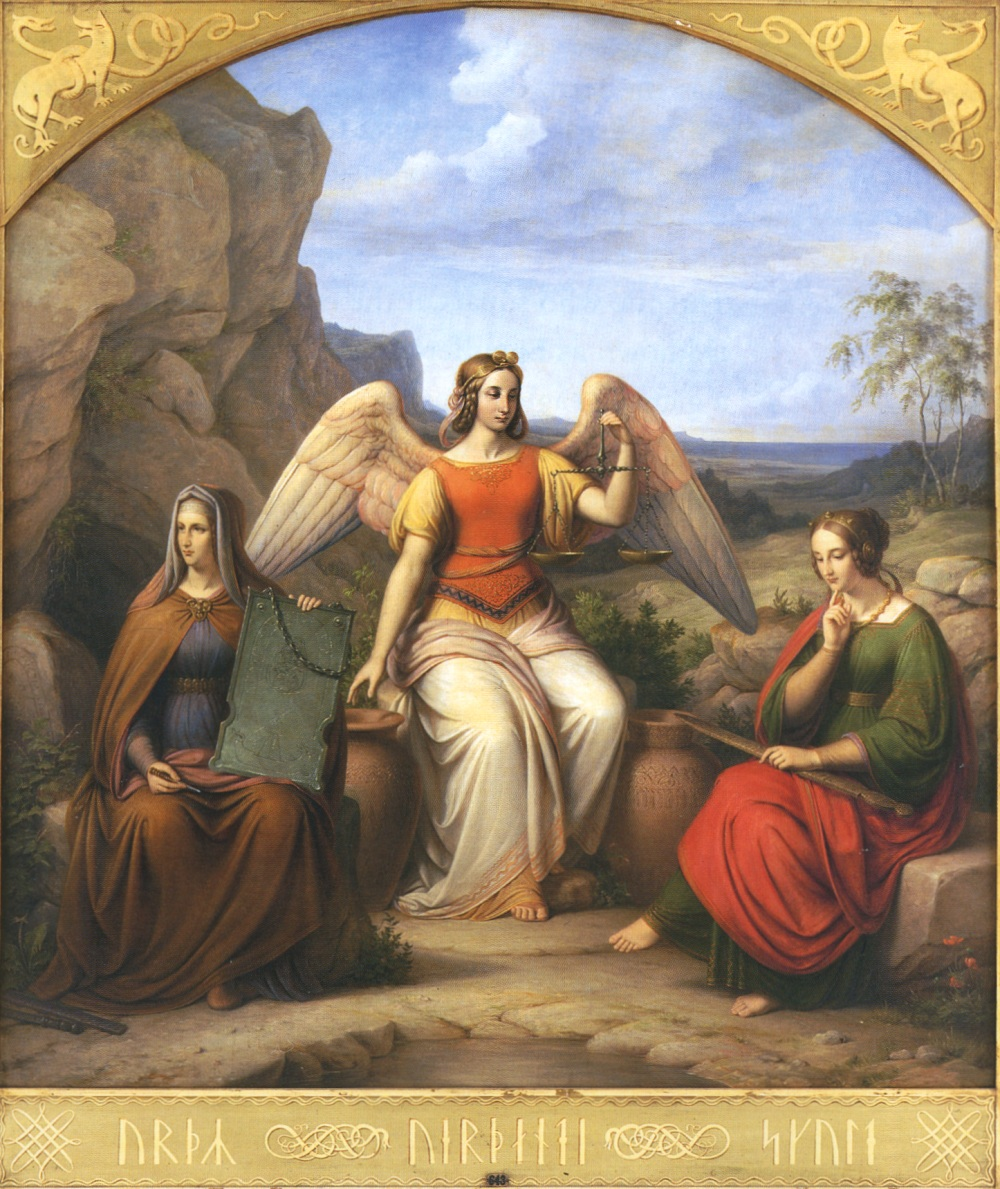
A három norna - J L Lund

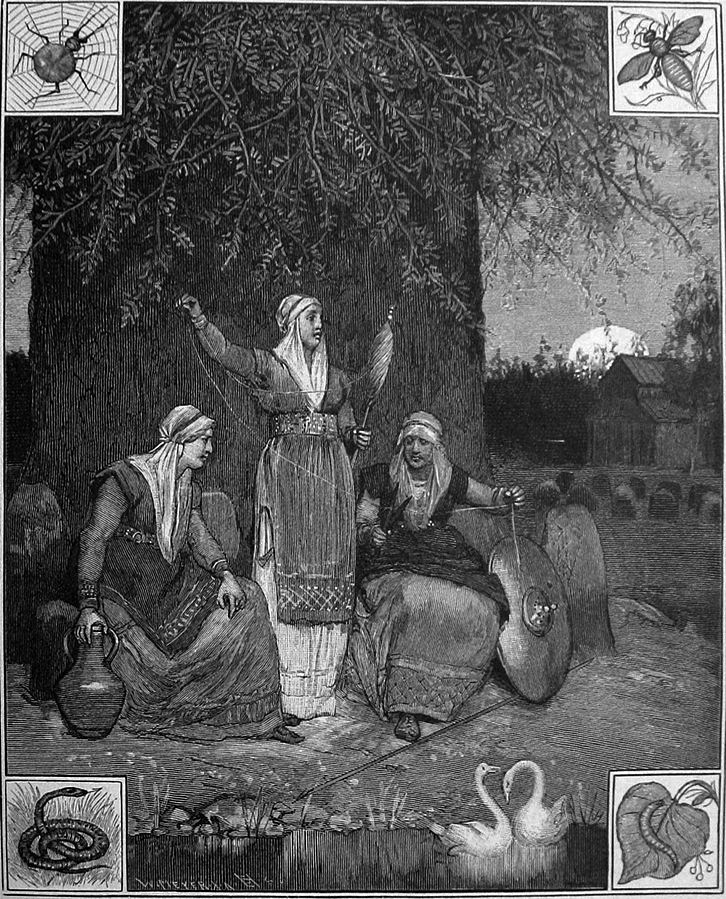
A Nornák a sors fonalait fonják az Yggdrasil alatt

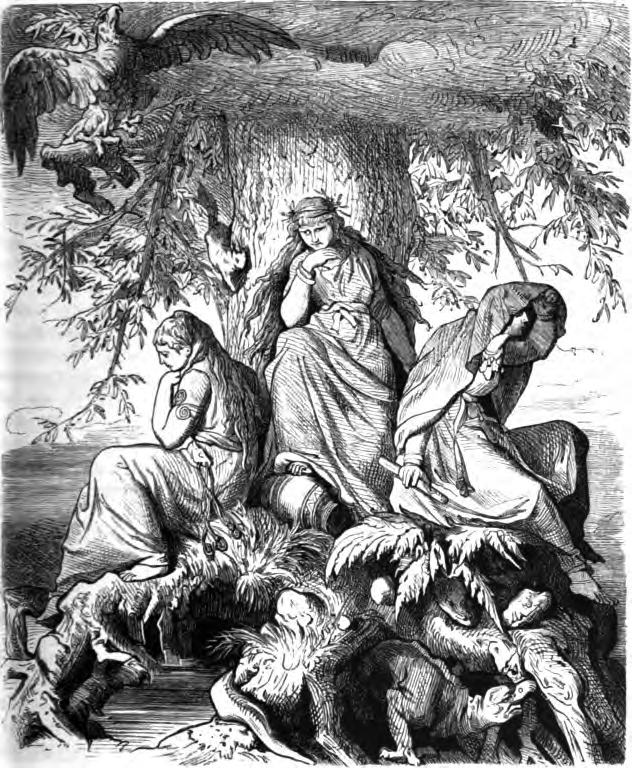
Urd, Verdandi és Skuld az Yggdrasil alatt - Ludwig Burger

A Nornák (ó-skandináv nornir) a sors istennői a skandináv mitológiában.
A három legfontosabb, és név szerint is ismert norna Urd, Verdandi és Skuld (Urðr, Verðandi és Skuld), akik ebben a sorrendben képviselték a múltat, a jelent és a jövőt. Etimológiailag a következő izlandi szavakból származnak: balsors, teremtés és szükség. Az idő múlásához kötni őket valószínűleg egy későbbi keresztény hozzáalakítás az Európában ismertebb római megfelelőikhez, a Párkákhoz. A prózai Edda szerint számtalan kisebb norna van, akik végigkísérnek minden embert a születésétől a haláláig és közben alakítják a sorsát. Egyesek szerint kezdetben Urd volt az egyedüli sorsistennő.
A Nornák csarnoka az Urd forrásnál (a sors forrása), az Yggdrasil gyökereinél van. Ők öntözték az óriás kőrisfát a forrás vizével, hogy az ki ne száradjon. Minden élő sorsát ők döntötték el, mivel ők fonták a sors fonalait. A leírások arra utalnak, hogy a skandinávok fatalisták voltak, és ugyanúgy, mint a görögöknél, a nornák fonták az istenek sorsfonalait is. Azt még nekik sem árulták el, hogy milyen hosszú lesz egy fonal és melyik más fonalakkal szövődik össze.
A Nornák görög megfelelői a Moirák, míg a római a Párkák.
A völva jövendölése (Edda):
Tudok egy kőrist,

neve Yggdrasil,

szép szál fehér fa,

nedvesség fürdeti.

Harmatot hullat

völgy-ölekbe:

örökzölden Urd

forrása felett áll.

Onnét e lányok,

titkok tudói,

hárman a tóból,

a fa tövéből.

Egyik neve Urd,

másiké Verdandi

- rúnákat róttak -,

Szkuld a harmadik,

tettek törvényt,

életre, halálra:

emberfiának

sorsot mondtak.

## Fordítás
- Ez a szócikk részben vagy egészben  a   Nornor című svéd Wikipédia-szócikk fordításán alapul.  Az eredeti cikk szerkesztőit annak laptörténete sorolja fel. Ez a jelzés csupán a megfogalmazás eredetét és a szerzői jogokat jelzi, nem szolgál a cikkben szereplő információk forrásmegjelöléseként.
- Ez a szócikk részben vagy egészben  a   Norns című angol Wikipédia-szócikk fordításán alapul.  Az eredeti cikk szerkesztőit annak laptörténete sorolja fel. Ez a jelzés csupán a megfogalmazás eredetét és a szerzői jogokat jelzi, nem szolgál a cikkben szereplő információk forrásmegjelöléseként.